# Kossów
Kossów (Kosów do roku 2000) – wieś (dawniej miasto) w Polsce, położona w województwie świętokrzyskim, w powiecie włoszczowskim, w gminie Radków.
Kossów uzyskał lokację miejską przed 1581 rokiem, zdegradowany w 1869 roku.

## Części wsi
| SIMC    | Nazwa     | Rodzaj     |
| ------- | --------- | ---------- |
| 0144093 | Budki     | przysiółek |
| 0144101 | Laskowiec | przysiółek |
| 0144118 | Lipie     | przysiółek |
| 0144124 | Nowiny    | przysiółek |
| 0144130 | Sadki     | przysiółek |
| 0144147 | Zastawie  | przysiółek |

## Historia
Niegdyś Kossów posiadał prawa miejskie. Data ich nadania nie jest znana. Według Jana Długosza w XV w. miasto było własnością szlachecką. Płaciło ono dziesięcinę prepozyturze krakowskiej. Kossów był niewielkim ośrodkiem miejskim – w 1581 r. było tu zaledwie 9 rzemieślników i 5 komorników. W mieście znajdował się dwukołowy młyn wodny oraz stępa.
W 1684 r. miasto pełniło funkcję ośrodka dóbr szlacheckich. Miało ono w tym czasie tylko 4 rzemieślników. W XIX w. rozwinął się tu drobny przemysł, powstały: papiernia, tartak, gorzelnia i huta szkła. W końcu XVIII w. Kossów utracił prawa miejskie.
W 1960 r. miejscowość miała 526 mieszkańców.
W latach 1954–1961 wieś należała i była siedzibą władz gromady Kossów, po jej zniesieniu w gromadzie Radków. W latach 1975–1998 Kossów administracyjnie należał do województwa częstochowskiego.

## Zabytki
- drewniany kościół pw. Matki Bożej Częstochowskiej (dawniej pw. Wszystkich Świętych), wzniesiony w połowie XVII w., remontowany w 1937 i 1958
- drewniana dzwonnica z połowy XVII w., remontowana 1958
- drewniany młyn wodny z przełomu XIX/XX w.
- drewniany dom murowany z przełomu XIX/XX w.

## Znani mieszkańcy
- Zdzisław Purchała – malarz, rzeźbiarz i poeta ludowy, laureat Nagrody im. Oskara Kolberga[8]